# Claude Moore Colonial Farm
La Claude Moore Colonial Farm de Turkey Run est le seul parc privé du National Park Service (NPS). Une fondation privée finance les activités de la ferme, alors que le terrain sur laquelle elle est située appartient au NPS. Située dans la zone de Langley sur le territoire de la localité de McLean, à proximité du siège de la Central Intelligence Agency.

## Buts
La mission de Turkey Run est de recréer les conditions de vie des fermiers de 1771. Une grande partie des habitants de la Virginie de cette époque était des fermiers qui cultivaient le tabac, afin de payer le loyer de leur ferme et leur subsistance.